# Citharina
Citharina, en ocasiones erróneamente denominado Cytharina, es un género de foraminífero bentónico de la subfamilia Vaginulininae, de la familia Vaginulinidae, de la superfamilia Nodosarioidea, del suborden Lagenina y del orden Lagenida. Su especie tipo es Vaginulina (Citharina) strigillata. Su rango cronoestratigráfico abarca desde el Jurásico hasta el Paleoceno.

## Clasificación
Se han descrito numerosas especies de Citharina. Entre las especies más interesantes o más conocidas destacan:
- Citharina plumoides †
- Citharina strigillata †

Un listado completo de las especies descritas en el género Citharina puede verse en el siguiente anexo.